# بندشکمان
بندشکمان (نام علمی: Liphistiidae) نام یک تیره از راسته عنکبوت است. خانواده عنکبوتی بندشکمان نخستین‌بار در سال ۱۸۶۹ توسط «تمرلان تورل» شناسایی شد. در تعریف محدود این خانواده، تنها یک سرده به نام بندشکمان در آن جای می‌گیرد که بومی جنوب شرق آسیا است؛ و تا آوریل ۲۰۲۴، این تعریف محدود توسط «کاتالوگ جهانی عنکبوت‌ها» پذیرفته شده است. این خانواده شامل ابتدایی‌ترین عنکبوت زنده‌ است و به زیرراسته تارریس‌سینگانتعلق دارد.